# Likwidacja Nadwywiadu Rządu Londyńskiego
Likwidacja Nadwywiadu Rządu Londyńskiego – seria zamachów przeprowadzona w Warszawie przez Armię Krajową latem 1942 roku na niemieckich konfidentów, którego skutkiem była likwidacja stworzonej przez Niemców fałszywej organizacji konspiracyjnej Nadwywiadu Rządu Londyńskiego .

## Historia
Na początku 1942 roku niemiecki wywiad wojskowy (Abwehra) zorganizował prowokację, w ramach której korzystając z pomocy polskich kolaborantów powołał do życia fałszywą organizację konspiracyjną (posługującą się nazwą „Nadwywiad Rządu Londyńskiego”), której zadaniem była infiltracja Polskiego Państwa Podziemnego. Po rozszyfrowaniu prowokacji przez kontrwywiad AK oddziałowi 993/W powierzono zadanie zlikwidowania konfidentów. 1 sierpnia 1942 żołnierze „Wapiennika” zastrzelili na Tamce szefa „Nadwywiadu” – Józefa Hammer-Baczewskiego (vel Henryk Szweycer). Z kolei 13 września 1942 żołnierze 993/W przeprowadzili akcję bojową w lokalu przy ul. Marszałkowskiej 81, gdzie zlikwidowali Edwarda Zajączkowskiego (następcę Hammer-Baczewskiego) oraz jego współpracownika, Stanisława Szczepańskiego. Efektem obu tych akcji było faktyczne rozbicie „Nadwywiadu Rządu Londyńskiego” .